# Варжен-Алта
Варжен-Алта (порт. Vargem Alta) — муниципалитет в Бразилии, входит в штат Эспириту-Санту. Составная часть мезорегиона Юг штата Эспириту-Санту. Входит в экономико-статистический микрорегион Кашуэйру-ди-Итапемирин. Население составляет 20 550 человек на 2006 год. Занимает площадь 414,737 км². Плотность населения — 49,5 чел./км². Муниципалитету частично принадлежит парк Педра-Азул.

## История
Город основан 20 марта 1988 года.

## Статистика
- Валовой внутренний продукт на 2003 составляет 79.050.093,00 реалов (данные: Бразильский институт географии и статистики).
- Валовой внутренний продукт на душу населения на 2003 составляет 4.140,05 реалов (данные: Бразильский институт географии и статистики).
- Индекс развития человеческого потенциала на 2000 составляет 0,727 (данные: Программа развития ООН).

## География
Климат местности: горный тропический. В соответствии с классификацией Кёппена, климат относится к категории Cwa.